# Varifaltigkeit
Die Varifaltigkeit (englisch Varifold) ist ein mathematischer Begriff aus der geometrischen Maßtheorie. Varifaltigkeiten sind Maße und können differenzierbare Mannigfaltigkeit durch das Konzept der Rektifizierbarkeit verallgemeinern. Dadurch können auch Flächen mit Singularitäten modelliert werden. Rektifizierbare Varifaltigkeiten verallgemeinern rektifizierbare Ströme.

## Varifaltigkeit
Im ganzen Artikel seien {\displaystyle n,r\in \mathbb {Z} } mit {\displaystyle 0\leq r\leq n}. Mit {\displaystyle G(r,n)} bezeichnen wir die Graßmann-Mannigfaltigkeit von {\displaystyle \mathbb {R} ^{n}}, d. h. der Raum der unorientierten {\displaystyle r}-dimensionalen linearen Unterräume von {\displaystyle \mathbb {R} ^{n}}.

### Intuition
Sei {\displaystyle W} Vektorraum und {\displaystyle U} ein linearer Untervektorraum von {\displaystyle W}. Eine Varifaltigkeit {\displaystyle V} ist ein Maß für eine offene Teilmenge {\displaystyle S\subset W}, welche von dem Untervektorraum {\displaystyle U} abhängt
{\displaystyle V(S,U)=\mu (S\cap U)=\int _{S\cap U}\mathrm {d} \mu }
für ein geeignetes Maß {\displaystyle \mu }. Als Beispiel sei {\displaystyle U} eine Ebene und {\displaystyle \mu } das Produktmaß aus dem Lebesgue-Maß auf {\displaystyle S} und dem Dirac-Maß auf {\displaystyle U}.
Ein häufig gewähltes Maß ist das Produktmaß {\displaystyle V={\mathcal {H}}_{\mid S}^{k}\otimes \delta _{T_{x}S}}, wobei das {\displaystyle {\mathcal {H}}_{\mid S}^{k}} das {\displaystyle k}-dimensionale Hausdorff-Maß an der Stelle {\displaystyle S} bezeichnet und {\displaystyle T_{x}S} den approximativen Tangentialraum und {\displaystyle \delta } das Dirac-Maß.

### Definition
Sei {\displaystyle \Omega } eine offene Teilmenge von {\displaystyle \mathbb {R} ^{n}}. Eine {\displaystyle r}-dimensionale Varifaltigkeit {\displaystyle V} in {\displaystyle \Omega } ist ein Radon-Maß auf dem Raum
{\displaystyle G_{r}(\Omega ):=\Omega \times G(r,n)}.
Als Gewicht von {\displaystyle V} definieren wir das Radonmaß {\displaystyle \|V\|(A):=V(A\times G(r,n))} für alle {\displaystyle A\subset \Omega }. Somit gilt {\displaystyle \|V\|(A)=V(\pi ^{-1}(A))} wobei {\displaystyle \pi :\Omega \times G(r,n)\to \Omega } die Projektion {\displaystyle \pi :(x,S)\mapsto x} ist.

#### Erläuterungen
Der Raum der Varifaltigkeiten notieren wir mit {\displaystyle V_{r}(\Omega )} und versehen ihn mit der schwachen Topologie, d. h. {\displaystyle V_{n}\to V} in {\displaystyle V_{r}(\Omega )} genau dann, wenn {\displaystyle \int f\;\mathrm {d} V_{n}\to \int f\;\mathrm {d} V} für alle {\displaystyle f\in C_{c}\left(G_{r}(\Omega )\right)}.
Für eine Borel-Menge {\displaystyle A\subset \Omega } bezeichnen wir mit {\displaystyle V\llcorner G_{r}(A)} die Restriktion auf {\displaystyle G_{r}(A):=A\times G(r,n)}, somit gilt für alle {\displaystyle B\subset G_{r}(\Omega )}
{\displaystyle \left(V\llcorner G_{r}(A)\right)(B)=V(B\cap G_{r}(A))}

### Beispiele
- Sei {\displaystyle \Omega \subset \mathbb {R} ^{n}} offen und bezeichne mit {\displaystyle M_{r}(\Omega )} den Raum der stetig-differenzierbaren Untermannigfaltigkeiten in {\displaystyle \Omega }, welche eine lokal-endliche {\displaystyle r}-dimensionale Fläche in {\displaystyle \Omega } besitzen. Sei {\displaystyle M\in M_{r}(\Omega )} und {\displaystyle {\mathcal {H}}^{r}} das {\displaystyle r}-dimensionale Hausdorff-Maß auf {\displaystyle \mathbb {R} ^{n}}. Für jedes {\displaystyle M\in M_{r}(\Omega )} definiere das Radon-Maß[3]

{\displaystyle \|M\|(A):={\mathcal {H}}^{r}(A\cap M),}
für alle {\displaystyle A\subset \Omega }.
Definiere {\displaystyle \Gamma :=\{x\in M\colon (x,T_{x}M)\in D\}} wobei {\displaystyle T_{x}M\in G(r,n)} den Tangentialraum bezeichnet und {\displaystyle D\subset G_{r}(\Omega )}. Dann existiert eine Abbildung {\displaystyle v:M_{r}(\Omega )\to V_{r}(\Omega )} so dass
{\displaystyle v(M)(D)=\|M\|(\Gamma ),}
somit können Varifaltigkeiten als Verallgemeinerungen der Mannigfaltigkeiten verstanden werden.
- Sei {\displaystyle M\subset \mathbb {R} ^{n}} eine geschlossene {\displaystyle k}-dimensionale differenzierbare Mannigfaltigkeit und {\displaystyle {\mathcal {H}}^{k}} das {\displaystyle k}-dimensionale Hausdorff-Maß auf {\displaystyle \mathbb {R} ^{n}}. Sei {\displaystyle f:\mathbb {R} ^{n}\times G(k,n)\to \mathbb {R} } und {\displaystyle f\in C_{c}(G_{k}(\mathbb {R} ))}, dann wird für eine Borel-Teilmenge {\displaystyle A\subset M} eine Varifaltigkeit {\displaystyle V_{A}} durch[1]

{\displaystyle \int f\;\mathrm {d} V_{A}=\int _{A}f(x,T_{x}M)\;\mathrm {d} {\mathcal {H}}^{k}(x)}
definiert.
- Sei {\displaystyle \Omega \subset \mathbb {R} ^{n}} offen und das {\displaystyle k}-dimensionale Hausdorff-Maß {\displaystyle {\mathcal {H}}^{k}} lokal-endlich. Weiter sei {\displaystyle U\subset \Omega } eine {\displaystyle {\mathcal {H}}^{k}}-messbar und abzählbar {\displaystyle k}-rektifizierbar Teilmenge (d. h. der approximative Tangentialraum existiert {\displaystyle {\mathcal {H}}^{k}}-fast überall). Sei {\displaystyle f\in C_{c}(G_{k}(U))} eine lokal-beschränkte lineare Funktion, dann definiert

{\displaystyle \int _{\Omega \times G(k,n)}f(x,S)\;\mathrm {d} V_{U}(x,S):=\int _{U}f(x,T_{x}U)\;\mathrm {d} {\mathcal {H}}^{k}(x)}
eine Varifaltigkeit {\displaystyle V_{U}\in V_{k}(U)}. Es gilt {\displaystyle V_{U}={\mathcal {H}}^{k}\otimes \delta _{T_{x}U}}.

## Rektifizierbare Varifaltigkeit
Sei {\displaystyle M} eine abzählbar {\displaystyle n}-rektifizierbare, {\displaystyle {\mathcal {H}}^{n}}-messbare Teilmenge von {\displaystyle \mathbb {R} ^{n+k}}. Weiter definiere die sogenannte Multiplizitätsfunktion {\displaystyle \theta }, eine positive lokal-{\displaystyle {\mathcal {H}}^{n}}-integriebare Funktion auf {\displaystyle M}. Eine {\displaystyle n}-rektifizierbare Varifaltigkeit ist die Äquivalenzklasse {\displaystyle {\underline {v}}(M,\theta )} aller Paare {\displaystyle ({\widetilde {M}},{\widetilde {\theta }})}, wobei {\displaystyle {\widetilde {M}}} abzählbar {\displaystyle n}-rektifizierbar ist und für die vereinigte Differenzmenge {\displaystyle D=(M\setminus {\widetilde {M}})\cup ({\widetilde {M}}\setminus M)} gilt, dass {\displaystyle {\mathcal {H}}^{n}(D)=0}, sowie für {\displaystyle \theta ={\widetilde {\theta }}} {\displaystyle {\mathcal {H}}^{n}}-fast überall auf {\displaystyle M\cap {\widetilde {M}}}.